# Парламентські вибори в Сан-Марино 1949
Парламентські вибори в Сан-Марино проходили 27 лютого 1949 року.
Народний альянс об'єднував Християнсько-демократичну партію, Демократичний союз Сан-Марино, Патріотичну асоціацію незалежних профспілок, а також деяких незалежних політиків. В Комітет свободи входили Комуністична і Соціалістична партії Сан-Марино. Порівняно з попередніми виборами Комітет свободи втратив кілька місць парламенту, але зберіг більшість, зайнявши 35 з 60 місць Генеральної ради Сан-Марино.

## Результати
| Партія                        | Голоси | %    | Місць | +/– |
| ----------------------------- | ------ | ---- | ----- | --- |
| Комітет свободи               | 2 753  | 57,7 | 35    | -5  |
| Народний альянс               | 2 019  | 42,3 | 25    | +5  |
| Недійсних/порожніх бюлетенів  | 38     | –    | –     | –   |
| Всього                        | 4 810  | 100  | 60    | 0   |
| Зареєстрованих виборців/ Явка | 7 124  | 67,5 | –     | –   |
| Джерело: Nohlen & Stöver      |        |      |       |     |